# Paul Verlaine
(P. Verlaine, Jadis et naguère, Langueur)
Paul-Marie Verlaine (/pɔl vɛʁˈlɛn/; Metz, 30 marzo 1844 – Parigi, 8 gennaio 1896) è stato un poeta francese.
Figura del poeta maledetto, Verlaine viene riconosciuto come il maestro dei giovani poeti del suo tempo. La sua influenza sarà significativa e i posteri accoglieranno questa arte poetica verlainiana, «niente che vi è in lui pesa o posa», fatta di musicalità e della fluidità che gioca con i ritmi pari.
Il tono di molte delle sue poesie che combinano spesso malinconia e chiaroscuro, rivela, al di là della forma efficace di semplicità, una sensibilità profonda, che risuona con gli approcci di alcuni pittori impressionisti e musicisti come Reynaldo Hahn e Claude Debussy, i quali saranno presenti nella musica delle poesie di Verlaine.

## Biografia

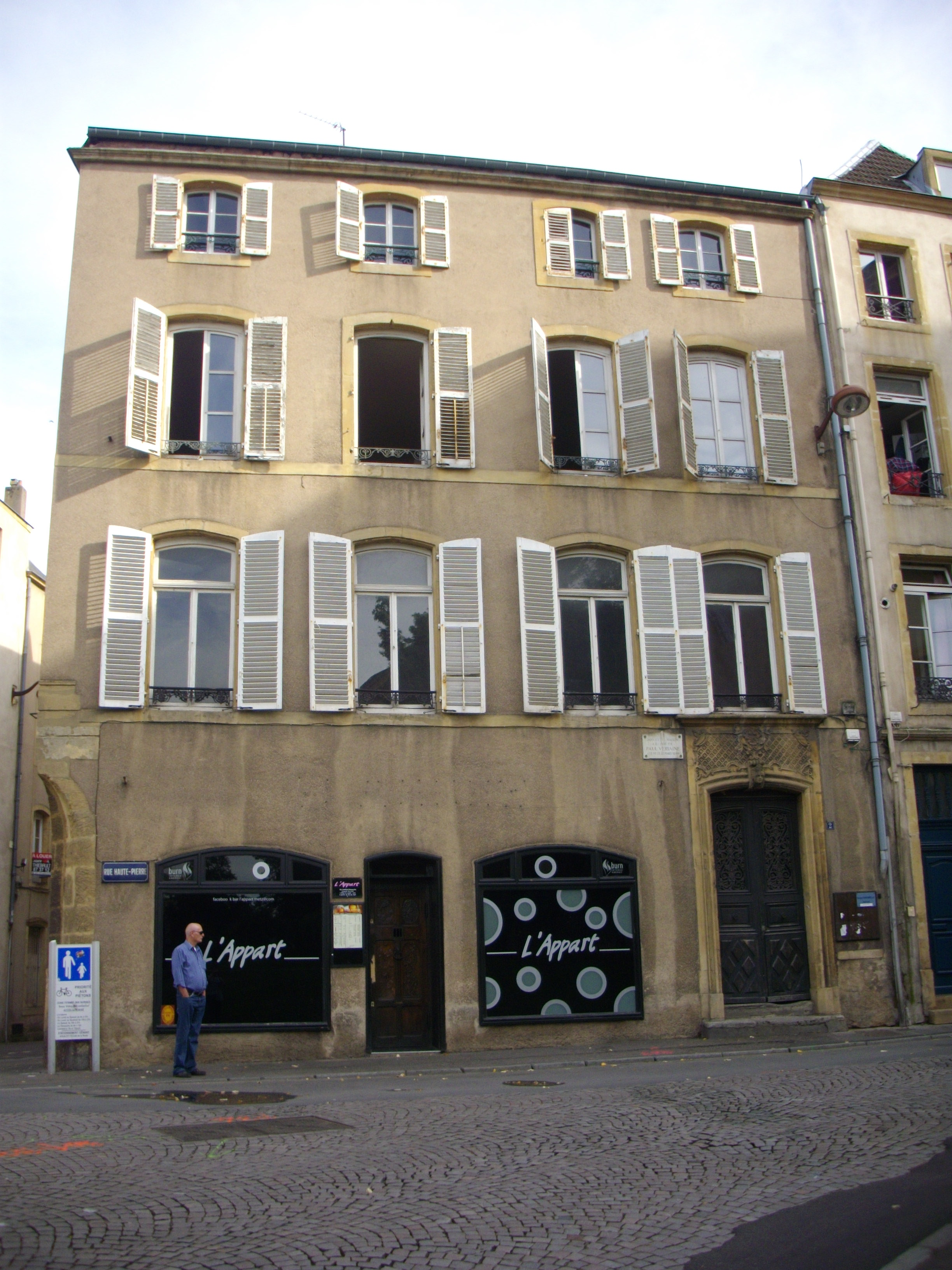
La casa natale di Verlaine a Metz

Paul-Marie Verlaine nasce a Metz. La famiglia di Verlaine appartiene alla piccola borghesia: il padre, come anche quello di un altro grande poeta, Arthur Rimbaud, era capitano nell'esercito. Sua madre conserverà per molto tempo sopra il camino i vasi con i feti dei suoi precedenti figli perduti per aborto spontaneo.
Verlaine si trasferisce con la famiglia a Parigi (1850) dove studia nel collegio Institution Landry (oggi Liceo Condorcet); i risultati scolastici non sono eccellenti ma il contatto con la letteratura lo affascina. Nel 1862, dopo aver conseguito il baccalaureato in lettere s'iscrive alla facoltà di giurisprudenza, che però ben presto dovrà abbandonare. Successivamente trova un impiego al comune. Frequenta i café e i salotti letterari parigini. Nel 1866 collabora al primo Parnasse contemporain e pubblica i Poèmes saturniens. Vi si sente l'influenza di de Lisle e soprattutto di Charles Baudelaire, poeta che segue come lui il movimento decadentista con le celebri poesie Spleen ed Elevation, mentre vi si annuncia già lo "sforzo verso l'Espressione, verso la Sensazione raffigurata" (dalla lettera a Stéphane Mallarmé del 22 novembre 1866) che caratterizza la sua migliore poesia.
Nel 1869, le Fêtes galantes, delle fantasie che evocano il XVIII secolo di Jean-Antoine Watteau, confermano questo orientamento. Nel 1870 sposa Mathilde Mauté, per la quale pubblica La Bonne Chanson. Nel 1871 partecipa alla Comune di Parigi, perdendo perciò l'impiego, e nasce il figlio Georges.

### Verlaine e i «Parnassiani» nel 1866

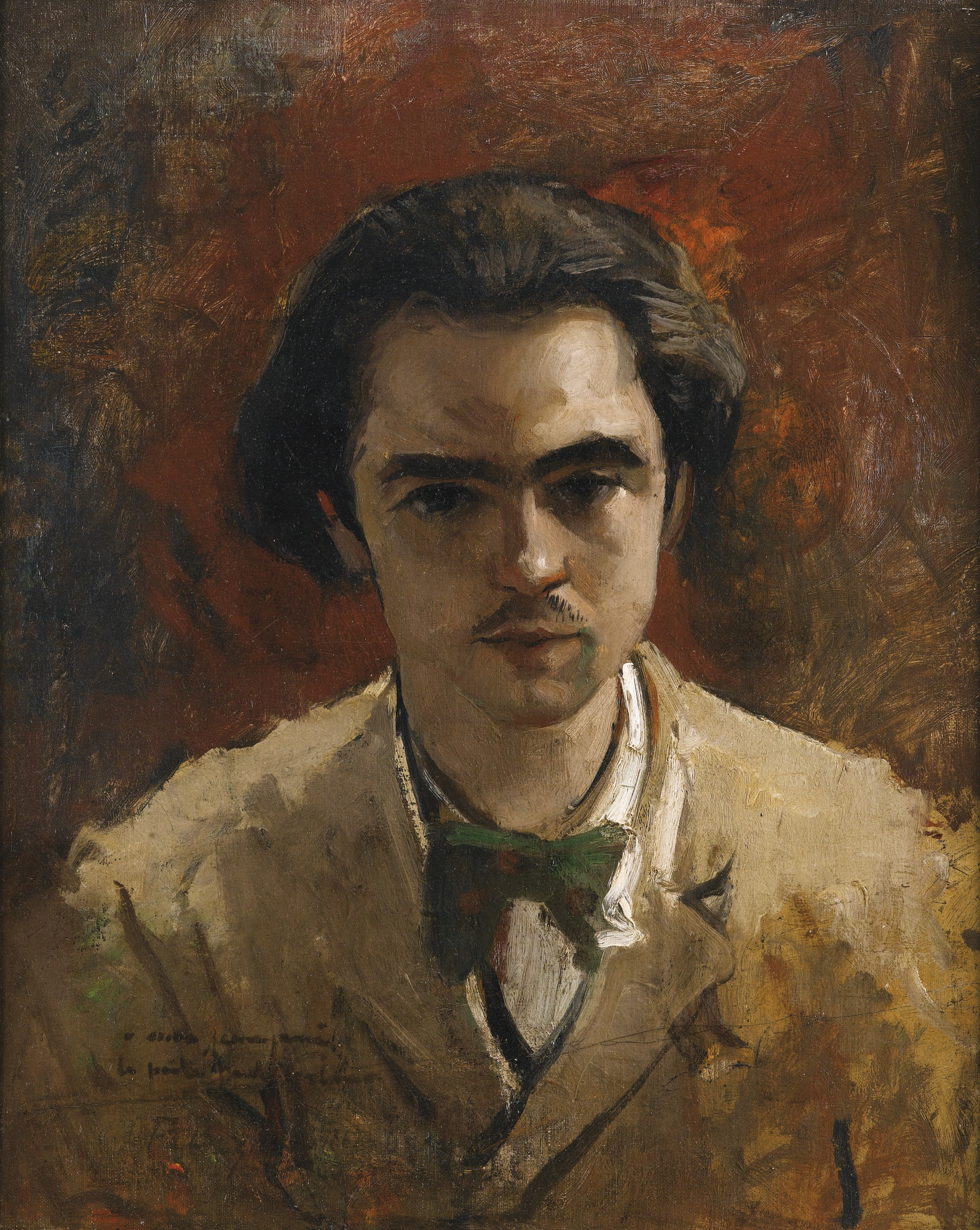
Paul Verlaine ritratto da Gustave Courbet

Verlaine è a quest'epoca legato al gruppo costituito attorno al giovane poeta Louis-Xavier de Ricard, incontrato nel 1863, che allora animava una rivista letteraria, filosofica e politica: la Revue du Progrès moral, littéraire, scientifique et artistique, nella quale Verlaine pubblica la sua prima poesia nell'agosto dello stesso anno: Monsieur Prudhomme, poco prima che la rivista non sia interdetta dalla censura imperiale, e il suo direttore condannato a otto mesi di prigione (nel marzo 1864) per avere oltraggiato la morale religiosa e avere trattato, senza autorizzazione, di economia politica e sociale.
Quando esce dalla prigione di Sainte-Pélagie, Ricard apre un nuovo salon, politico e letterario, negli appartamenti di sua madre, dove frequenta, oltre a Verlaine e il suo amico (e futuro biografo) Edmond Lepelletier, Catulle Mendès, José Maria de Hérédia, François Coppée, Villiers de l'Isle-Adam e inoltre Anatole France-Thibault. I fratelli Edmond e Jules de Goncourt daranno nel loro Journal una descrizione poco idillica di questo cenacolo:
Un amico di Verlaine, il violinista e poeta dilettante Ernest Boutier, lo mette in contatto con un piccolo libraio specializzato nelle opere religiose, Alphonse Lemerre, che accetta di pubblicare, ma a spese dell'autore, le opere dei giovani poeti: questa collezione consacrata alla poesia contemporanea è inaugurata dall'uscita nel 1865 della prima raccolta di Ricard, Ciel, Rue et Foyer.

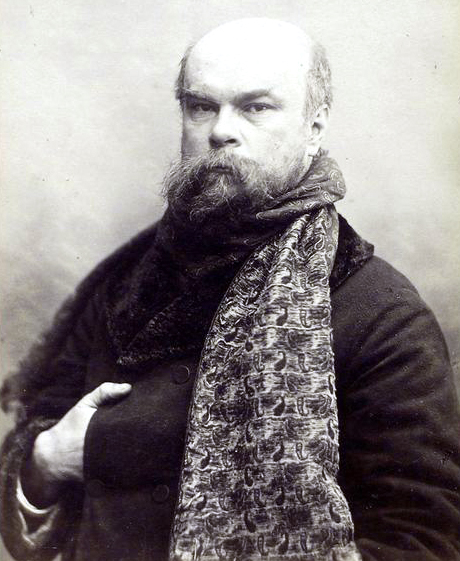
Verlaine fotografato nel 1893

Ed è in questo mezzanino della libreria di Lemerre che si riunisce allora il gruppo costituito attorno a Ricard, che lancia lo stesso anno un'effimera nuova rivista settimanale, esclusivamente letteraria: L'Art. Si difendono teorie artistiche diametralmente opposte a quelle promosse dalla Revue du Progrès: il culto della perfezione formale è celebre, allo stesso modo della teoria dell'«art pour l'art», ereditata dalla prefazione di Mademoiselle de Maupin di Théophile Gautier, dove il romanzo era stato vivamente criticato nel penultimo numero della Revue du Progrès. Paul Verlaine pubblica due poesie in questa rivista, e soprattutto un importante studio su Charles Baudelaire, considerato in modo particolare come il maestro della trasfigurazione poetica dei luoghi comuni e ritenuto il poeta che accorda il primato alla sensazione piuttosto che alla parte intellettuale o alla parte affettiva dell'essere, «che sarà il fondamento stesso dell'arte verlainiana.»
Dopo la scomparsa dell'L'Art, è sotto l'impulso di Catulle Mendès che viene lanciato, in marzo 1866, una nouvelle revue: Le Parnasse contemporain. I poeti che pubblicano nella rivista condividono essenzialmente lo stesso rifiuto per la poesia sentimentale del periodo romantico (il quale Baudelaire chiamava «geremiadi lamartiniane»), ma vedono nel gruppo che si riunisce nel mezzanino della libreria Lemerre una nuova scuola poetica, una scuola «parnassiana», risollevata largamente dall'illusione retrospettiva: «Catulle Mendès e Louis-Xavier de Ricard denunceranno l'idea falsa che una scuola fosse mai riunita questa costellazione instabile di giovani poeti usciti su Le Parnasse contemporain [...] intorno a principi condivisi di un intento estetico comune e definito», scrive Martine Bercot nell'introduzione alla sua edizione dei Poèmes saturniens. È così che nel 1898 Louis-Xavier de Ricard potrà scrivere nei suoi Petits Mémoires d'un Parnassien:

### La relazione con Arthur Rimbaud

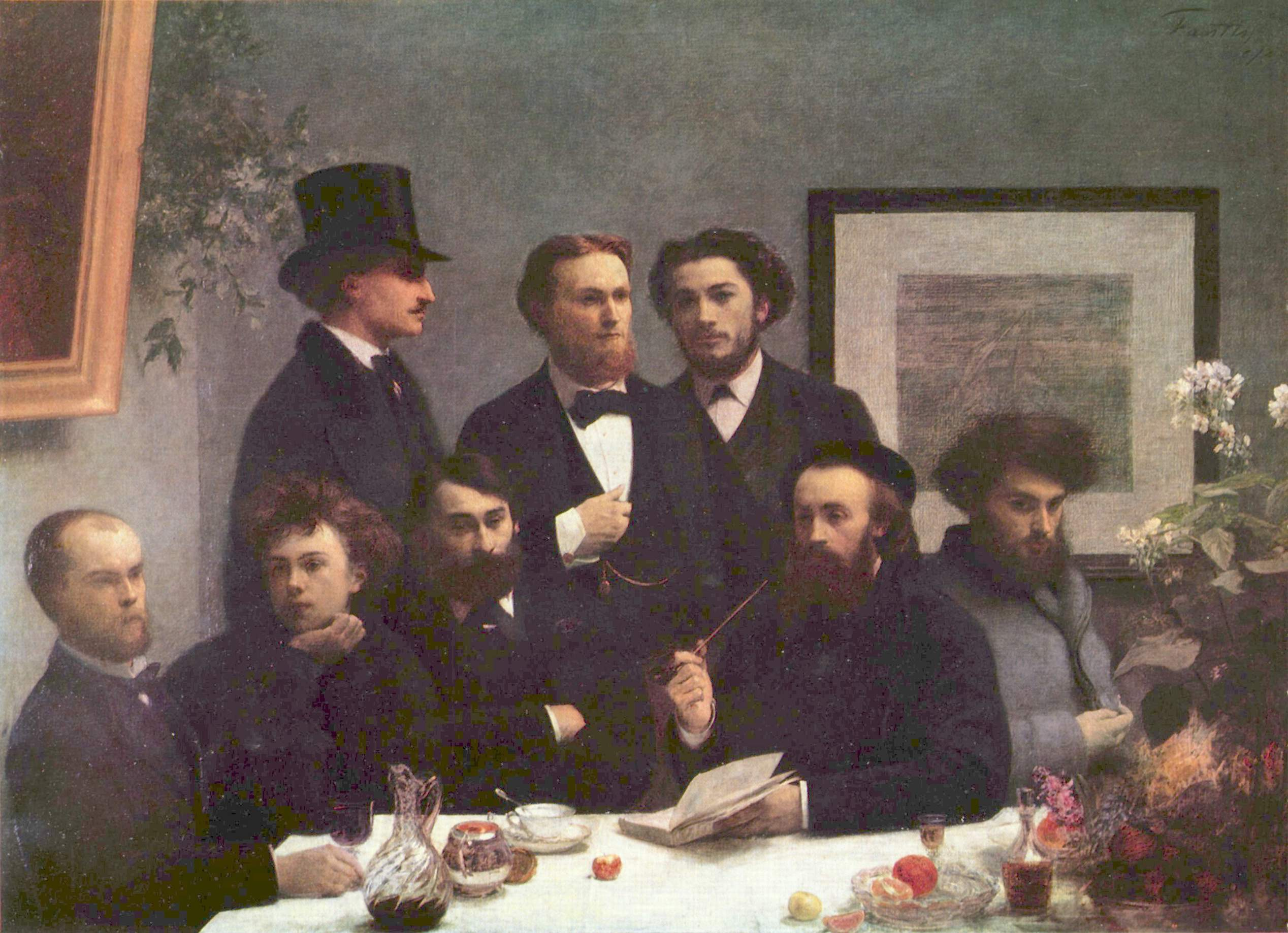
Le Coin de table (l'angolo del tavolo) di Henri Fantin-Latour - Verlaine e Rimbaud sono seduti nell'angolo a sinistra

Nel 1871 appare nella sua vita il diciassettenne Arthur Rimbaud, che va a turbare la quotidianità borghese nella quale il poeta si è adagiato. Chiamato da Verlaine a cui ha inviato qualche lirica, Rimbaud comincia con lui una relazione fortemente intima e una vita di vagabondaggio. Verlaine lascia allora la moglie Mathilde Mauté e il figlio, Georges (nato il 28 ottobre 1871), per seguire il giovane poeta e compagno di vita in Inghilterra e in Belgio. Durante questi viaggi Verlaine scrive Romances sans paroles.
Questa relazione tumultuosa termina dolorosamente: nel 1873, i due poeti sono a Londra. Verlaine abbandona tutto d'un tratto Rimbaud, affermando di voler tornare dalla moglie, deciso, se ella non lo riaccettasse, a spararsi. Trasloca quindi in un albergo a Bruxelles. Rimbaud lo raggiunge, persuaso che Verlaine non avrebbe avuto il coraggio di mettere fine ai suoi giorni. Nel momento in cui Rimbaud lo vuole lasciare, Verlaine, ubriaco, gli spara due colpi di pistola, ferendolo leggermente a un polso. Verlaine viene così incarcerato a Mons, mentre Rimbaud raggiunge la fattoria di famiglia a Roche, nelle Ardenne, dove scrive Una stagione all'inferno.

### La conversione e il tentativo di "rientro nei ranghi"

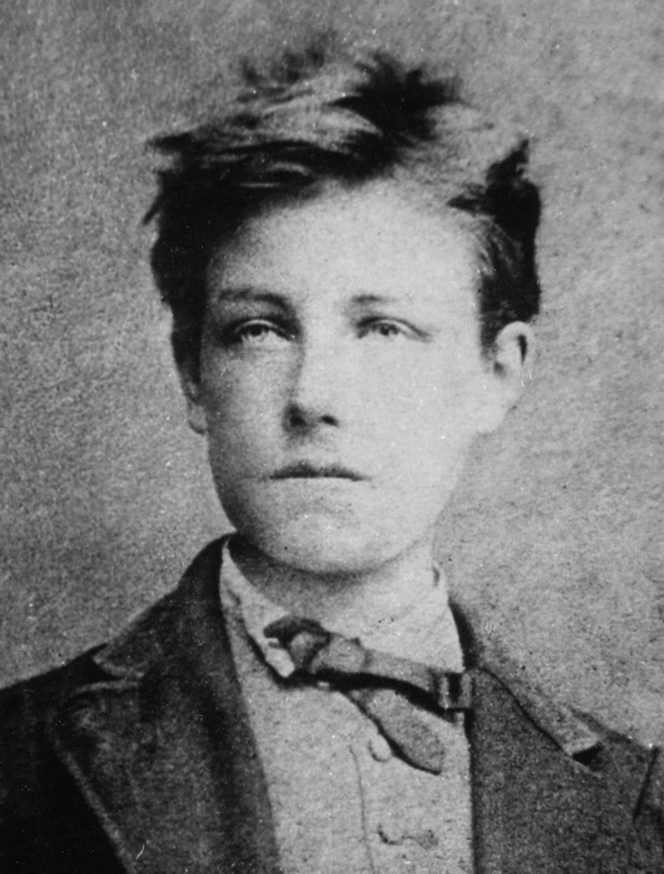
Arthur Rimbaud fotografato nel 1872

Verlaine è condannato a due anni di prigione. Sebbene Rimbaud avesse dichiarato di non voler denunciare il suo compagno per essere stato ferito, Verlaine viene ugualmente condannato per il reato di sodomia. Egli avrebbe scontato la sua pena a Bruxelles e a Mons. Lì riprende a leggere, con assiduità, i classici latini: soprattutto Virgilio e, tra i padri della Chiesa, Agostino d'Ippona:«Ce sublime congénère, dont j'étais ou me croyais alors l'infime succédané» (Paul Verlaine, Mes Prisons). Di questo passo, distrutto da un profondo sentimento di colpa e di desolazione (durante la detenzione egli apprende che sua moglie ha chiesto e ottenuto la separazione), si converte al cattolicesimo. Comincia allora a scrivere una serie di poesie colme di un duro e greve misticismo, solo in rari casi alleggerito dalla sua consueta grazia stilistica: gran parte di esse confluiranno nella raccolta Sagesse, edita senza successo nel 1880.
Alla sua uscita se ne torna in Inghilterra, e poi a Rethel, dove esercita temporaneamente l'incarico di professore. In questo periodo egli cerca di condurre una vita retta e sobria.
Nel 1883 muore di tifo, durante il servizio militare, Lucien Létinois, un giovane ragazzo che Verlaine aveva conosciuto durante la sua esperienza di insegnamento e di cui si era innamorato, per quanto non risulti tra di loro una relazione che andasse al di là di un puro affetto. Disperato, di nuovo privo di qualunque persona capace di consolarlo, Verlaine piange la morte dell'amante/figlio nella raccolta Amour (edita nel 1888) e cerca di nuovo conforto nell'alcol.
Grazie all'aiuto di alcuni amici, torna a pubblicare alcuni suoi versi nelle riviste letterarie parigine. Il suo stile elegante e innovativo e le sue idee in fatto di poesia destano l'attenzione dei giovani letterati. A rendergli il vero successo sarà la pubblicazione, nel 1884, del saggio I poeti maledetti, in cui Verlaine traccia degli acuti profili critici di tre grandi poeti incompresi del suo tempo, nonché amici, Arthur Rimbaud, Stéphane Mallarmé e Tristan Corbière. Insieme a Mallarmé, egli viene trattato come un maestro e un precursore dai poeti del simbolismo e dai decadenti.

### Gli ultimi anni e la morte

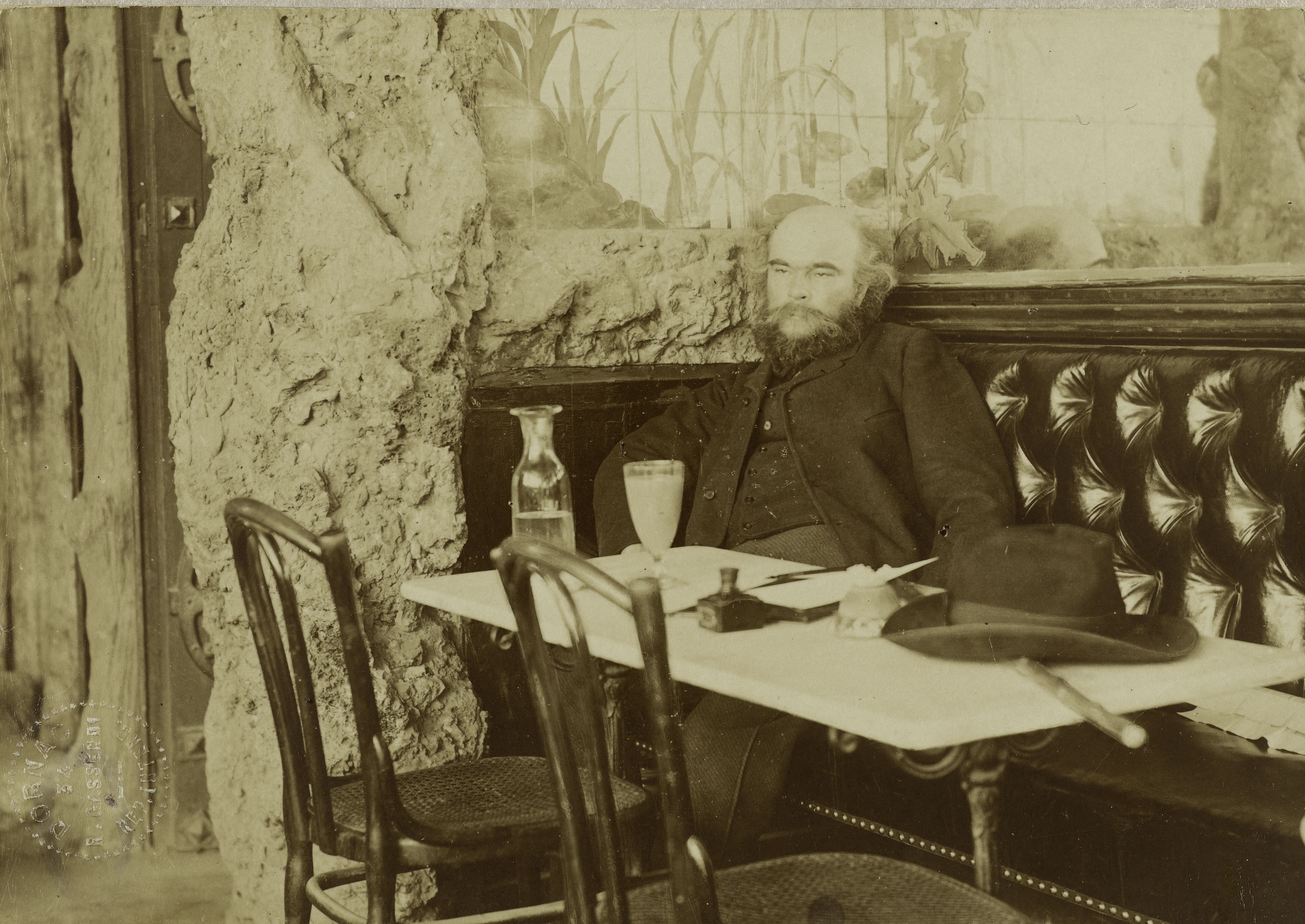
Verlaine fotografato da Dornac mentre beve assenzio al Café François 1er, 1892, Parigi

Nel 1885 divorzia ufficialmente dalla moglie, e sempre più schiavo dell'alcol tenta di strangolare la madre, finendo nuovamente in carcere. A partire dal 1887, mentre s'accresce la sua fama, Verlaine cade nella miseria più nera. Le sue condizioni di salute intanto peggiorano, aggravate dal suo alcolismo ormai cronico e da una malattia venerea contratta a causa della sua continua frequentazione di prostitute. In questo periodo Verlaine divide il suo tempo tra il Café e l'ospedale. Le produzioni letterarie dei suoi ultimi anni sono puramente destinate alla mera sussistenza. È in questo contesto che nascono le poesie fortemente erotiche contenute nelle raccolte Hombres (a tematica omosessuale) e Femmes (a tematica eterosessuale).
Nel 1894 viene eletto "Prince des poètes" e gli viene elargita una piccola pensione. Il 7 gennaio 1896 il poeta, ammalato di polmonite, si confessa, e il giorno seguente muore, nella sua amata e detestata Parigi, all'età di cinquantun'anni.

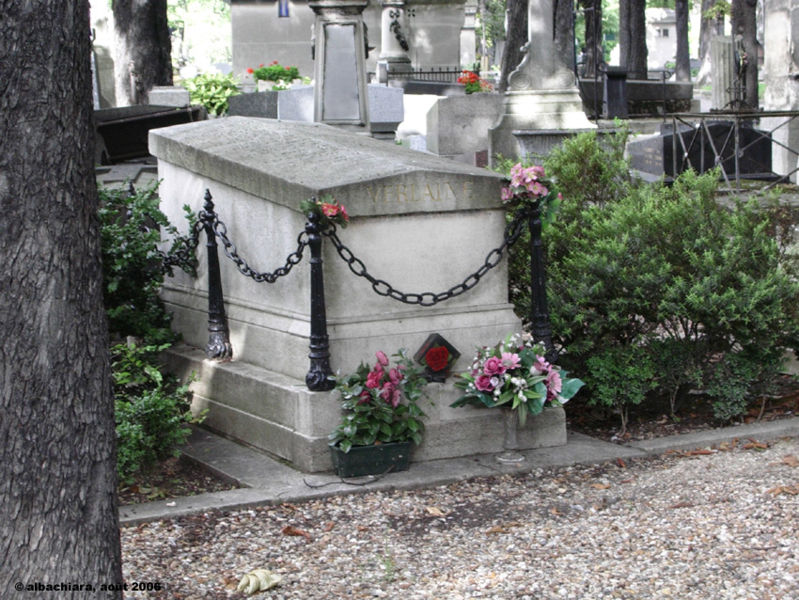
Tomba di Paul Verlaine al cimitero dei Batignolles

All'indomani del suo funerale, numerosi quotidiani riportano un curioso avvenimento: la notte seguente le esequie, la statua della Poesia, in cima all'Opéra, ha perso un braccio che si è schiantato, con la lira che sosteneva, nel luogo dove il carro funebre di Verlaine era da poco passato. Venne sepolto nel cimitero dei Batignolles, a Parigi.

## Poetica
Verlaine chiede alla poesia di essere un canto discreto e dolce, che traduce delle impressioni incerte. La sua Arte poetica (Art poétique), composta già nel 1874 ma pubblicata solo nel 1882, annuncia lo spirito di un movimento simbolista, caratterizzando l'originalità della sua opera:

## Discendenza
Georges Verlaine (Parigi, 28 ottobre 1871 - 2 settembre 1926) fu l'unico figlio del poeta francese Paul Verlaine e di Mathilde Mauté, nato quando il rapporto tra i due era già in piena crisi. Fu affidato alla madre e crebbe nell'abitazione dei genitori di quest'ultima. Contrariamente al padre, Georges non intraprese una carriera letteraria e trascorse gran parte della sua vita nel completo anonimato. Alcolizzato come il padre e colpito sovente da amnesie, Georges morì infine il 2 settembre 1926, a cinquantacinque anni, senza lasciare eredi. Di lui abbiamo solo un ritratto di profilo, eseguito nel 1911 da Frédéric Auguste Cazals, fedele amico di Paul. Il padre gli dedicò un breve componimento nella sua opera Amour, del 1889:
(Paul Verlaine, Amour, A Georges Verlaine)

## Analisi delle opere

### Poèmes saturniens(Poemi saturnini)
La prima vera raccolta di Paul Verlaine, all'insegna di Saturno, dell'assaggio e del presentimento di un destino travagliato. Malinconia, tristezza, umor nero caratterizzano perciò questi versi, ancora sotto l'influsso di Baudelaire e dei parnassiani. La cugina Elisa, "La sorella maggiore" a cui il poeta era legato da un affetto non privo d'ambiguità, è certo presente nella sua immaginazione creativa. L'amore qui cantato è sofferenza, ma soprattutto ricerca di protezione, sogno, languida dolcezza, tenerezza.

### Mes prisons

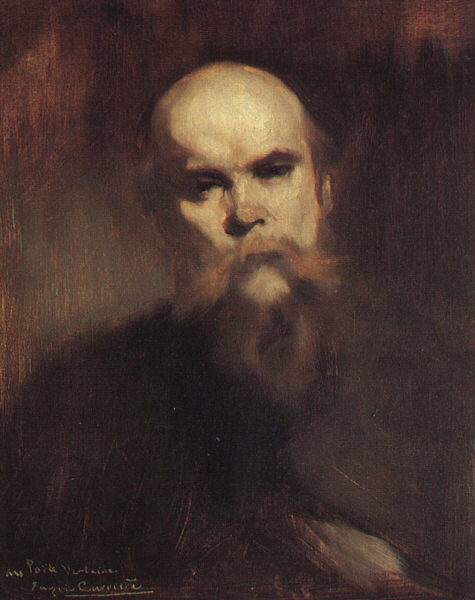
Verlaine ritratto da Eugène Carrière

Paul Verlaine in preda alla miseria e alla povertà. L'autore di Fêtes galantes e di Romances sans paroles si trova con le spalle al muro. Malato e senza soldi, Paul Verlaine trova rifugio in prigione. Ha trent'anni. Alcolizzato, il suo temperamento impulsivo lo spinge agli eccessi e in un momento di collera e d'ebbrezza, spara due colpi di pistola sul suo giovane amico, Arthur Rimbaud. La prigione rappresenta un rifugio sicuro dove può consacrarsi alla lettura e alla scrittura senza preoccuparsi di vitto e alloggio. Mes prisons ci aprono la porte sull'universo carcerario di quell'epoca. La prosa del poeta si fa sapiente e laboriosa in quest'opera di un centinaio di pagine. In prigione vi fece almeno tre soggiorni nell'arco di quindici anni. Se la poesia è il cuore della sua vita, la fede e l'amore per la lingua latina traspaiono in più pagine delle Mes prisons. Per uno strano caso di circostanze, è proprio nel carcere che Verlaine ritrova la sua lucidità. Alle prigioni succederanno i soggiorni negli ospedali dove egli scriverà un'altra opera in prosa dello stesso tono: Mes hôpitaux.

### Mes hôpitaux
Ultimo rifugio del poeta alla fine del percorso, l'ospedale cura, ospita, ciba un uomo celebre ma malato. Differenti soggiorni in differenti istituti scaglionati in un periodo di dieci anni, i dieci ultimi anni della sua vita. Paul Verlaine soffre di diabete, d'alcolismo, d'ulcera e di sifilide. Il suo stato non cessa di deteriorarsi. Muoiono sua madre e parecchi suoi amici, compreso Arthur Rimbaud. Questi decessi lo lasceranno più solo che mai. Si lega in amicizia con due prostitute che gli renderanno la vita dura e che ne approfitteranno rubandogli i frutti del suo lavoro di conferenziere. Lo squillo delle trombe della rinomanza suona alle orecchie di Paul Verlaine verso la fine. Nel suo caso, questo riscatto della gloria si fa oneroso, ma il poeta non si lamenta. Intraprende la redazione di questa opera autobiografica Mes hôpitaux che appare nel novembre del 1891. Il poeta ha ancora cinque anni da vivere e questi saranno i più difficili. Mes hôpitaux somiglia a una cronaca, quella di un uomo malato ma lucido. Numerosi nomi sorgeranno da queste pagine; nomi di poeti, scrittori, musicisti, medici, professori, donne e tant'altri. Sono preziose testimonianze, di cui Paul Verlaine perpetuò il ricordo fino a noi.

## Filmografia
Un film che rappresenta la tempestosa relazione tra Verlaine e Arthur Rimbaud è Una stagione all'inferno (1971) di Nelo Risi, con Pier Paolo Capponi, Florinda Bolkan, Jean-Claude Brialy, Terence Stamp. Nel 1995 è stato realizzato Poeti dall'inferno (Total Eclipse) della regista Agnieszka Holland, dove Verlaine è interpretato da David Thewlis e Rimbaud da Leonardo DiCaprio.
Verlaine è inserito come personaggio anche in Arthur Rimbaud - Une biographie (1991) di Richard Dindo, un film documentario che rappresenta la biografia di Rimbaud, svolta in tre parti, in una co-produzione franco-svizzera. Verlaine è interpretato dall'attore Jean Dautremay.

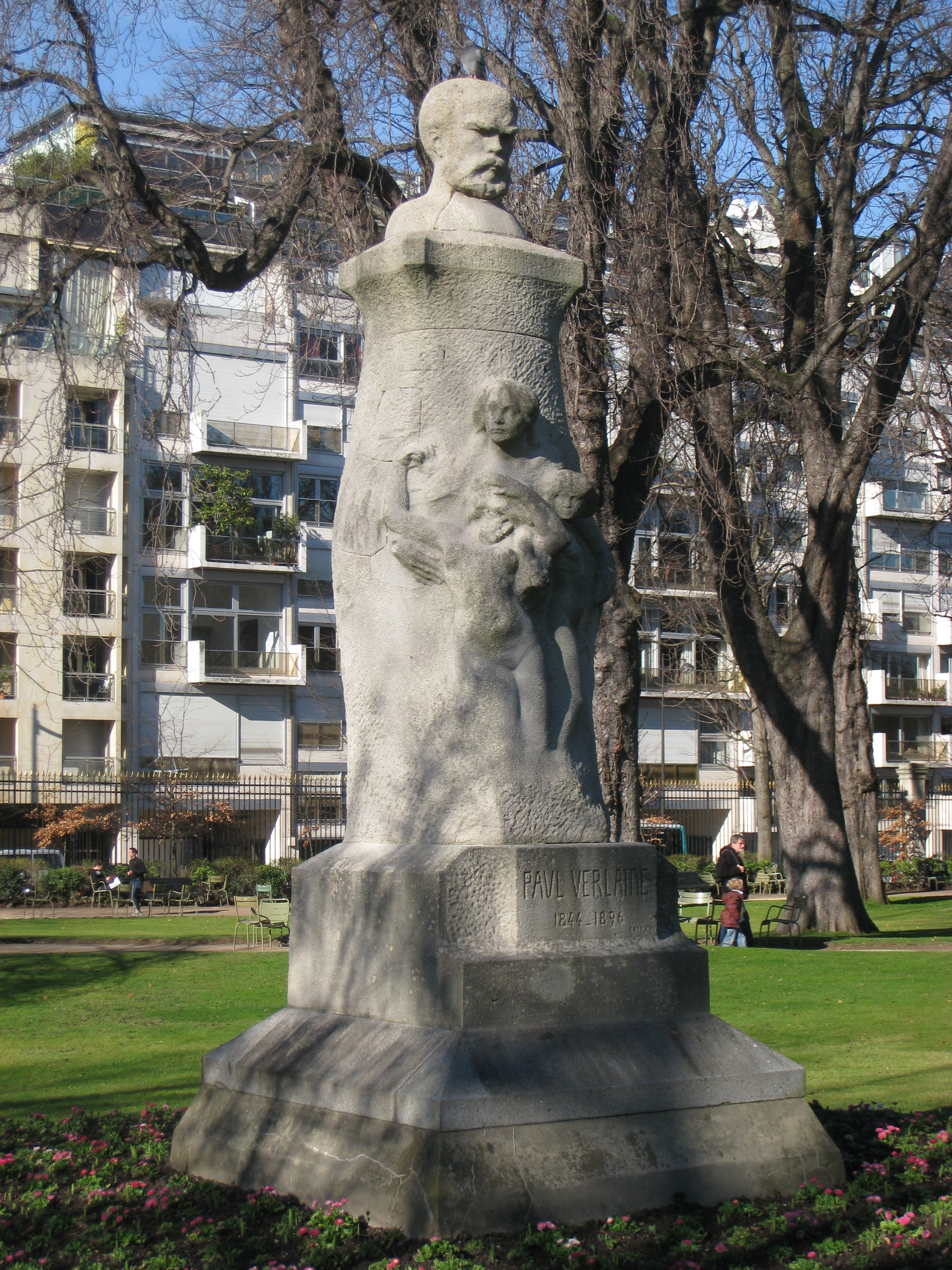
Statua alla memoria di Verlaine ai giardini del Lussemburgo, Parigi

## Influenza culturale
La prima strofa del poema Canzone d'autunno (Chanson d'automne) è stata utilizzata da Radio Londres per comunicare alla resistenza francese l'imminente avvio dello sbarco in Normandia, durante la seconda guerra mondiale:

## Opere

### Poesie
- Premiers Vers
- Poèmes saturniens (1866)
- Les Amies (1867)
- Fêtes Galantes (1869)
- La Bonne Chanson (1870)
- Romances sans paroles (1874)
- Sagesse (1880)
- Jadis et naguère (1884)
- Amour (1888)
- Parallèlement (1889)
- Dédicaces (1890)
- Femmes (1890)
- Après trois ans (1865)
- Hombres (1891)
- Bonheur (1891)
- Chansons pour elle (1891)
- Liturgies intimes (1892)
- Elégies (1893)
- Odes en son honneur (1893)
- Dans les limbes (1894)
- Epigrammes (1894)
- Chair (1896)
- Invectives (1896)
- Biblio-sonnets (1913)
- Œuvres oubliées (1926-1929)
- Languore (1883)

### Prose
- I poeti maledetti (Les Poètes maudits) (1884)
- Louise Leclercq (1886)
- Les Mémoires d'un veuf (1886)
- Mes Hôpitaux (1891)
- Mes Prisons (1893)
- Quinze jours en Hollande (1893)
- Vingt-sept biographies de poètes et littérateurs (parues dans Les Hommes d'aujourd'hui)
- Confessions (1895)
- Romances sans paroles, seguito da Cellulairement

### Altri testi e raccolte
- (FR) Paul Verlaine, Opere. 2, Paris, Vanier ; Messein, 1905. URL consultato il 16 aprile 2015.
- (FR) Paul Verlaine, Opere. 3, Paris, Vanier, 1901. URL consultato il 16 aprile 2015.
- (FR) Oeuvres poétiques complètes, Bibliotèque de la Pléiade, texte établi et annoté par Y.-G. Le Dantec, Nouvelle édition révisée par J. Borel, 1962.
- (FR) Oeuvres poétiques de P. V., texte établi et annoté par H. de Bouillane de Lacoste et J. Borel, le Club du Meilleur Livre, 2 voll., 1959-1960.
- (FR) Correspondance (incomplète), publiée par Ad. Van Bever, Messein, 3 voll., 1922-1929.
- (FR) Lettres inédites à Cazals, publiées par G. Zayed, Droz, 1957.
- (FR) Lettres inédites à Charles Morice, publiées par G. Zayed, Droz, 1964.
- (FR) Paul Verlaine, Correspondance générale: I, 1857-1885, collationné, présenté et annoté par Michael Packenham, Paris.
- (FR) Paul Verlaine, Nos murailles littéraires; textes retrouvés, présentés et annotés par Michaël Packenham, Paris, l'Echoppe, 1997.
- (FR) Les Poèmes érotiques homosexuels de Verlaine, Classiques H&O poche, Béziers, H&O, 2005 ISBN 2-84547-107-6.